# Cryptocarya bullata
Cryptocarya bullata är en lagerväxtart som beskrevs av André Joseph Guillaume Henri Kostermans. Cryptocarya bullata ingår i släktet Cryptocarya och familjen lagerväxter. Inga underarter finns listade i Catalogue of Life.